# Kobylarnia (Jeziórko)
Kobylarnia – część wsi Jeziórko w Polsce położona w województwie podkarpackim, w powiecie tarnobrzeskim, w gminie Grębów.
W latach 1975–1998 Kobylarnia administracyjnie należała do województwa tarnobrzeskiego.